# 北京广播电视台体育频道
北京电视台体育频道（BTV-体育）是北京电视台唯一一套体育电视频道之一，实现24小时播出，主要内容是以权威报道的体育新闻，体现时效性，独特性，重大性的特点，提供体育赛事以及最新节目，为北京电视观众喜爱的电视频道。2019年5月10日停播，节目并入北京廣播電視台冬奧紀實頻道。

## 主要节目
- 足球家
- 天天体育
- 体坛资讯
- 足球100分
- 快乐二打一
- 快乐健身一箩筐
- 体育议起来
- 节节高升
- BTV赛场